# Boško Bojović
Pour les articles homonymes, voir Bojović.
Boško I. Bojović, né le 21 novembre 1948 à Belgrade est un historien médiéviste français d'origine serbe, spécialiste de l’Empire byzantin et de l'histoire ottomane.

## Biographie
Boško Bojović a enseigné à l'École des hautes études en sciences sociales à Paris, de 1997 à 2014, où il était chargé de conférences, professeur associé et chercheur au Centre d'études byzantines, néohelleniques et sud-est européennes de l'EHESS et professeur au European Center for Peace and Development (ECPD) à Belgrade.
Il est directeur de recherches à l’Institut des études balkaniques et à l’Académie serbe des sciences et des arts, et assure depuis 2000 un séminaire à l’École des hautes études en sciences sociales.